# Gaudechart
Gaudechart is een gemeente in het Franse departement Oise (regio Hauts-de-France) en telt 380 inwoners (2021). De plaats maakt deel uit van het arrondissement Beauvais. In de gemeente ligt spoorwegstation Grez-Gaudechart.

## Geografie
De oppervlakte van Gaudechart bedraagt 5,8 km², de bevolkingsdichtheid is 48,8 inwoners per km².
De onderstaande kaart toont de ligging van Gaudechart met de belangrijkste infrastructuur en aangrenzende gemeenten.

## Demografie
Onderstaande figuur toont het verloop van het inwonertal (bron: INSEE-tellingen).